# Stenasellus deharvengi
Stenasellus deharvengi är en kräftdjursart som beskrevs av Guy Magniez 1991. Stenasellus deharvengi ingår i släktet Stenasellus och familjen Stenasellidae. Inga underarter finns listade i Catalogue of Life.